# Pholcus vesculus
Pholcus vesculus är en spindelart som beskrevs av Simon 1901. Pholcus vesculus ingår i släktet Pholcus och familjen dallerspindlar. Inga underarter finns listade i Catalogue of Life.